# Vaccinium pugionifolium
Vaccinium pugionifolium är en ljungväxtart som beskrevs av Herman Otto Sleumer. Vaccinium pugionifolium ingår i Blåbärssläktet, och familjen ljungväxter. Inga underarter finns listade i Catalogue of Life.